# 利斯费尔德
利斯费尔德（荷蘭語：Liesveld，荷蘭語：[ˈlisfɛlt] ⓘ）是荷兰南荷兰省的一个旧市镇。2006年人口9,810。面积44.44 km² (17.16 mile²) ，其中3.37 km² (1.30 mile²) 为水域。2013年1月1日，利斯费尔德与市镇赫拉夫斯特罗姆和新莱克兰合并为新市镇莫伦瓦尔德，后者于2019年与市镇希森兰登合并为新市镇莫倫蘭登。